# Bad Magick
Bad Magick – utwór amerykańskiego zespołu muzycznego Godsmack, będący drugim singlem z drugiego albumu studyjnego zespołu, Awake. Został wydany w formacie CD w lutym 2001 roku nakładem Universal Records i Republic Records.
Do „Bad Magick” w 2001 roku nakręcono teledysk, za którego reżyserię odpowiadali Ian Barrett i Troy Smith. Opublikowanie teledysku miało miejsce jednak dopiero 23 lata później, w maju 2024 roku w zremasterowanej wersji High Definition w serwisie YouTube.
Utwór znalazł się na zawierającej utwory różnych wykonawców, wydanej w 2002 roku kompilacji Wired-up.

## Lista utworów
Opracowano na podstawie materiału źródłowego.
| Nr | Tytuł utworu                 | Długość |
| -- | ---------------------------- | ------- |
| 1. | „Bad Magick (Radio Edit)”    | 3:36    |
| 2. | „Bad Magick (Album Version)” | 4:14    |
|    |                              | 7:50    |

## Notowania na listach przebojów
Notowania tygodniowe
| Lista (2001)                                       | Pozycja |
| -------------------------------------------------- | ------- |
| Stany Zjednoczone (Mainstream Rock (Billboard))    | 12      |
| Stany Zjednoczone (Modern Rock Tracks (Billboard)) | 28      |